# Hieracium praealtum
Hieracium praealtum là một loài thực vật có hoa trong họ Cúc. Loài này được Vill. ex Gochnat mô tả khoa học đầu tiên năm 1808.